# Sailendra Nath Roy
Sailendra Nath Roy foi um dublê indiano que obteve registros de suas façanhas no livro Guinness World Records pela maior distância percorrida em um cabo usando seu cabelo. Ele obteve se recorde no Neemrana Fort Palace, Neemrana, Rajasthan, Índia, em 1º de março de 2011. Sailendra alinhou  um cabo de 82,5 m preso ao fio apenas por seu cabelo, que ele teve amarrado em um rabo de cavalo. Mais uma vez, em setembro de 2012, ele puxou uma locomotiva com seus cabelos por 2,5 metros na cidade de Siliguri, Bengala Oeste.

## Morte
Roy faleceu em 28 de abril de 2013, ao tentar bater o seu próprio recorde de maior distância percorrida em um fio zip usando cabelo. Roy estava morto devido a um ataque cardíaco durante sua travessia sobre o Rio Tista. Foi no meio do percurso, quando seu rabo de cavalo ficou preso nas roldanas da corda e ficou pendurado no ar por cerca de 25 minutos. Ele tinha 49 anos de idade.